# Henry Cogswell Főiskola
A Henry Cogswell Főiskola az USA Washington államának Kirkland, később pedig Everett városában működő egykori magánintézmény. Az intézmény névadója Henry D. Cogswell, a 19. és 20. századi mértékletességi mozgalom vezetője.
Az intézményben informatikai és mérnöki képzések folytak; a hallgatók többségének tandíját a Boeing ösztöndíja fedezte.

## Története
Az intézmény Északi Cogswell Főiskola néven (a Cogswell Főiskola (ma Szilícium-völgyi Egyetem) partnereként) 1979-ben nyílt meg Kirklandben elsődlegesen a Boeing munkatársai számára. A Shoreline-i Közösségi Főiskolán egykor esti és nyári kurzusokat indítottak.
Az iskola 1996-ban Everettbe, a Boeing legnagyobb gyárának közelébe költözött egy korábbi The Bon Marché üzletbe. 2000-ben székhelyét áthelyezték az egykori postahivatal 1917-ben megnyílt épületébe. 2006-ban a hallgatói létszám csökkenése és adósságfelhalmozás miatt megszűnt.

## Fordítás
- Ez a szócikk részben vagy egészben  a   Henry Cogswell College című angol Wikipédia-szócikk ezen változatának fordításán alapul.  Az eredeti cikk szerkesztőit annak laptörténete sorolja fel. Ez a jelzés csupán a megfogalmazás eredetét és a szerzői jogokat jelzi, nem szolgál a cikkben szereplő információk forrásmegjelöléseként.